# Atchuelinguk
La rivière Atchuelinguk est un cours d'eau d'Alaska, aux États-Unis située dans la  région de recensement de Wade Hampton. C'est un affluent du fleuve Yukon.

## Description
Longue de 165 milles (266 km), elle coule en direction du sud-ouest et se jette dans le fleuve Yukon, à 25 milles (40 km) à l'ouest de Marshall, dans le delta du Yukon-Kuskokwim.
Son nom eskimo était Chuilanuk, il a été référencé par R.H. Sargent de l'United States Geological Survey en 1916 et a été modifié sur les cartes récentes pour être plus proche de la prononciation courante.

## Sources
- (en) « Atchuelinguk », Geographic Names Information System